# Gonioscelis amnoni
Gonioscelis amnoni är en tvåvingeart som beskrevs av Jason Gilbert Hayden Londt 2004. Gonioscelis amnoni ingår i släktet Gonioscelis och familjen rovflugor. Inga underarter finns listade i Catalogue of Life.